# Igrzyska Olimpijskie Sportowców Wiejskich
Igrzyska Olimpijskie Sportowców Wiejskich – zawody sportowe organizowane od 1960 w obecnym województwie kujawsko-pomorskim w latach, w których odbywają się letnie igrzyska olimpijskie. Obecnie igrzyska organizuje Kujawsko-Pomorskie Zrzeszenie LZS w Toruniu.

## Historia
Pomysłodawcami zorganizowania Igrzysk byli dziennikarze bydgoskiego „Dziennika Wieczornego”, którzy uzyskali wsparcie Rady Wojewódzkiej Ludowych Zespołów Sportowych. Zawody sportowe miały odbywać się w miejscowościach, które noszą takie same nazwy jak  miasta gospodarze igrzysk olimpijskich. Po raz pierwszy Igrzyska odbyły się 21 lipca 1960 roku w Rzymie koło Żnina. Wśród organizatorów oprócz „Dziennika Wieczornego” znaleźli się:  Zarząd Wojewódzki Ligi Przyjaciół Żołnierza, Rada Okręgowa Ludowych Zespołów Sportowych i Komenda Chorągwi Bydgoskiej ZHP.  Ogień olimpijski zapalono jak na Olimpii w pobliskim Biskupinie, następnie sztafeta motorowa przewiozła go na stadion gdzie zapalono znicz olimpijski. Przy dźwiękach hymnu olimpijskiego wciągnięto na maszt flagę olimpijską. Podczas kolejnych igrzysk w Tokio ogień zapalono na Mysiej Wieży w Kruszwicy.
W 2020 roku z powodu pandemii podjęto decyzję o odwołaniu imprezy. Postanowiono nie przekładać imprezy na rok następny, a przyznać organizację zawodów Paryż 2024 ponownie Sępolnu Krajeńskiemu.
Zawody sportowe w myśl pierwotnych założeń miały odbywać się w miejscowościach, które nazywają się tak, jak miasta-gospodarze igrzysk olimpijskich. Do tej pory zorganizowano igrzyska:
- 1960 – Rzym[1]
- 1964 – Tokio w Osieku nad Notecią
- 1968 – Brodnica – osiedle Gdynia w Brodnicy na terenie którego odbyła się III Olimpiada Meksyk'68, jest zwyczajowo nazywane Meksykiem[4]
- 1972 – Olimpia koło Tucholi
- 1976 – Montreal koło Mogilna[5]
- 1980 – Moskwa koło Janikowa
- 1984 – Szubin (nazwy Los Angeles zabroniono)
- 1988 – Seul koło Chojnic
- 1992 – Barcelona koło Sępólna Krajeńskiego
- 1996 – Atlanta koło Kruszwicy
- 2000 – Sydney koło Świecia
- 2004 – Ateny koło Więcborka
- 2008 – Pekin koło Jabłonowa Pomorskiego[6]
- 2012 – Londyn koło Tucholi[7]
- 2016 – Rio de Janeiro (Chełmno)[8]
- 2020 – Tokio (Sępolno Krajeńskie)[9]. Impreza decyzją zarządu LZS została odwołana[3].